# Erich von Halacz
Erich Cedrick von Halacz (* 29. November 1929 in Düsseldorf) ist ein deutscher Sprengstoff-Attentäter, der als „Tango-Jüngling“ in die deutsche Kriminalgeschichte einging. 1952 wurde er vom Verdener Landgericht wegen zweifachen Mordes zu lebenslangem Zuchthaus verurteilt und 1974 begnadigt.

## Leben
Erich von Halacz ist der Sohn von Elisabeth Wenclewicz, geborene von Halacz, die dem im 11. Jahrhundert aufgetauchten ungarischen Geschlecht derer von Halacz entstammte. Sie führte in den 1920er Jahren eine heimliche Ehe mit dem Zahnarzt Kurt Wenclewicz in Schwedt/Oder. Aus der Ehe ging das Kind Erich hervor. Da der Zahnarzt die Vaterschaft erfolgreich vor Gericht anfocht, ist der tatsächliche Vater des Kindes nicht bekannt. Die Mutter gab Erich zu Pflegeeltern in Drakenburg in der Nähe von Nienburg, wohin sie bereits ihre 1926 geborene Tochter abgegeben hatte. Sein Pflegevater war Spreng- und Schachtmeister in einer Kiesgrube. Erich trug in seiner Jugend den Familiennamen seiner Mutter, Wenclewicz, nannte sich aber ab seinem 21. Geburtstag Cederik Erich von Halacz. Gegen Ende des Zweiten Weltkriegs flüchtete Halacz, der seit Mitte der 1930er Jahre mit seiner Pflegefamilie in Wittenberg gelebt hatte, 1945 vor der Roten Armee und kehrte nach Drakenburg zurück. Er brach eine Lehre zum technischen Zeichner ab und versuchte vergeblich, als Journalist zu arbeiten. Mehrfach sprach er bei den Bremer Nachrichten vor, bot Artikel an, die abgelehnt wurden, und bemühte sich erfolglos um eine Anstellung als redaktioneller Volontär. In früher Jugend wurde Halacz durch Diebstähle und Urkundenfälschungen in Nienburg polizeibekannt, ebenso durch das Zünden eines Sprengsatzes im Ortszentrum von Nienburg zu Silvester.
Der seit 1948 arbeitslose Halacz pflegte trotz dieses Umstands einen eleganten Lebensstil. Er zeigte Begeisterung für die USA und versuchte erfolglos, in Nienburg einen deutsch-amerikanischen Kulturclub zu gründen. Auch hielt er im Freundeskreis Vorträge über die USA, was ihm den Spitznamen „USA-Professor“ einbrachte. Nachts bemalte er Nienburger Bürgersteige mit der Aufforderung „Besucht die USA!“.

### Sprengstoffanschläge
Am 29. November 1951, dem 22. Geburtstag von Erich von Halacz, kam es zu zwei vollendeten und einem versuchten Sprengstoffanschlag mit per Post zugestellten Paketbomben, in deren Folge zwei Menschen ums Leben kamen und zehn Menschen zum Teil schwer verletzt wurden. Die Taten erregten europaweites Aufsehen. Die Paketsendungen hatte Halacz am Vortag bei Postämtern in Bremen und Verden aufgegeben.
Der erste Sprengsatz detonierte morgens um halb neun im Postamt Eystrup. Die 18-jährige Kontoristin Margret Grüneklee holte die Post für die Marmeladenfabrik Göbber ab, an deren Inhaber das Sprengstoffpaket adressiert war. Noch im Postamt explodierte das Paket und tötete die junge Frau. Acht weitere Menschen erlitten Knochenbrüche, Gehirnerschütterungen, Trommelfellrisse und Schnittwunden.
Der zweite Sprengsatz explodierte viereinhalb Stunden später in der Redaktion der Tageszeitung Bremer Nachrichten im Bremer Schünemannhaus und tötete den Chefredakteur Adolf Wolfard. Seine Sekretärin und der Feuilleton-Chef der Zeitung wurden schwer verletzt.
Der dritte Sprengsatz, adressiert an den Futtermittelfabrikanten Anton Höing in Verden, versagte.
Nach dem großen öffentlichen Aufsehen, welches der Fall erregte, startete die mit der CDU und FDP regierende Deutsche Partei (DP) im Bundestag eine erfolglose Kampagne zur Wiedereinführung der Todesstrafe.

### Sprengsätze
Die drei von Halacz versandten Paketbomben waren jeweils in längliche runde Versandrollen verpackt, die den Eindruck einer Geschenksendung mit einer Flasche erweckte. Auf den Sendungen war vermerkt, dass sie nur durch den Empfänger persönlich zu öffnen seien. Der Bau der Sprengsätze bereitete von Halacz keine Schwierigkeiten, da er durch die berufliche Tätigkeit seines Pflegevaters als Sprengmeister Kenntnisse im Umgang mit Sprengstoff hatte. Die Bomben enthielten den Sprengstoff  Donarit, den er durch eine List von einem Sprengmeister erhalten hatte. Die Zündung erfolgte elektrisch mit Hilfe einer Batterie durch Kontaktschluss beim Öffnen des Pakets. Während zwei Sprengsätze zündeten, versagte der dritte. Zunächst wurde angenommen, dass er nicht explodiert sei, weil der Empfänger das Paket nicht weit genug geöffnet habe. Tatsächlich war aber die Batterie leer.

### Ermittlungen und Verurteilung
Nach den Anschlägen bildeten die Polizei Bremen und die Polizei Niedersachsen die Sonderkommission S (S für Sprengstoff) mit Hauptsitz in Bremen, der rund 60 Beamte angehörten. Es handelte sich um die erste länderübergreifende Sonderkommission der Nachkriegszeit. Die Leitung hatten Vertreter der Landeskriminalämter Bremen und Niedersachsen. Zeitweise wurde sie von dem Kriminalisten Walter Zirpins geleitet. Schnell wurde durch Zeugenhinweise klar, dass ein gut gekleideter junger Mann, „mit dunkelbraunem Hut und Kamelhaarmantel“, am späten Nachmittag des 28. November 1951 im Postamt 5 in Bremen zwei Pakete und im Postamt Verden ein Paket aufgegeben hatte. Ein Postbeamter erinnerte sich, am selben Tag mehrere Ferngespräche für diesen jungen Mann vermittelt zu haben. Später stellte sich heraus, dass Halacz in der Marmeladenfabrik und in der Futtermittelfabrik angerufen und sich unter einem Vorwand vergewissert hatte, dass die Firmenchefs am nächsten Tag im Hause sein würden.
In einer der größten Fahndungsaktionen der deutschen Polizei der 1950er Jahre wurde unter Einbeziehung des erst 1951 gegründeten Bundeskriminalamtes und des ebenfalls 1951 entstandenen Bundesgrenzschutzes eine flächendeckende Großfahndung eingeleitet und seit dem 5. Dezember 1951 auch im europäischen Ausland nach dem Täter gesucht. Die Sonderkommission ließ aufgrund der Zeugenaussagen ein Flugblatt drucken, in dem der Täter als elegant und höflich beschrieben wurde; er habe „eine leicht wiegende Gangart“ wie ein „Tango-Jüngling“. Für Hinweise, die zur Ergreifung des Täters führten, wurde eine Belohnung von 10.000 DM ausgesetzt.
Im Auftrag der Bremer Nachrichten entstand nach Angaben von Augenzeugen ein Phantombild des Täters, welches Halacz' tatsächlichem Aussehen erstaunlich nahekam. Phantombilder waren jedoch zu dieser Zeit noch nicht Teil der polizeilichen Ermittlungsmethoden. Trotzdem erschien das Phantombild in mehreren Zeitungen und Zeitschriften.
Aufgrund zahlreicher falscher Hinweise kam es daraufhin in vielen deutschen Städten zu Festnahmen von Verdächtigen, die unschuldig waren. In einigen Fällen bezichtigten sich Unschuldige selbst der Taten und wurden inhaftiert und wieder freigelassen.
Der Chefredakteur der Zeitung Die Harke in Nienburg erkannte schließlich auf dem Bild einen jungen Mann wieder, der sich bei ihm um eine Anstellung beworben hatte. Dieser Hinweis führte zur Festnahme von Erich von Halacz am 7. Dezember 1951. Halacz stritt die Taten ab und seine Freundin gab ihm ein Alibi für die Tatzeit, sodass Halacz wieder für einige Tage auf freien Fuß kam.
Zwischenzeitlich meldete sich ein Kaufmann aus Nienburg, in dessen Geschäft Halacz auf einer Urania Schreibmaschine Dokumente geschrieben hatte. Eine Maschinenschriftenuntersuchung ergab eine Übereinstimmung mit dem Adressaufkleber auf dem nicht gezündeten Sprengstoffpaket. Halacz wurde am 10. Dezember 1951 erneut festgenommen und es wurde Anklage erhoben.
Halacz Freundin korrigierte ihre Aussage und gab zu, am Tattag nicht mit Halacz zusammen gewesen zu sein. Nach mehrstündiger Vernehmung legte Halacz ein Geständnis ab. Als Motiv gab er an, dass er von den Angehörigen der Opfer, die er für vermögend hielt, durch die Drohung mit weiteren Anschlägen jeweils 5000 DM erpressen wollte, um damit einen Schallplattenladen in Nienburg zu eröffnen. Bei einer psychiatrischen Begutachtung in der Nervenklinik Göttingen durch den Psychiater Gottfried Ewald wurde Halacz eine Persönlichkeitsstörung, unter anderem wegen Hangs zur Hochstapelei, attestiert.
Am 25. April 1952 wurde Halacz vom Verdener Landgericht zu lebenslangem Zuchthaus verurteilt, eine Revision unter Berufung auf Schuldunfähigkeit wurde als unbegründet zurückgewiesen. Er saß in den Haftanstalten Hameln, Celle und Hannover ein.

### Begnadigung
Ab 1969 erhielt Halacz mehrfach Hafturlaub, den er in Nienburg bei seiner Pflegemutter verbrachte. Im Januar 1974 wurde bei Halacz ein gutartiger Hirntumor operativ entfernt. Das Niedersächsische Justizministerium teilte daraufhin mit, Halacz habe zur Tatzeit mit Sicherheit noch nicht an dem Tumor gelitten.
Am 29. September 1974 wurde Halacz vom niedersächsischen Ministerpräsidenten Alfred Kubel begnadigt und aus der Haft entlassen. Danach änderte er seinen Namen, machte eine Ausbildung zum Bürokaufmann und heiratete eine vermögende Witwe, mit der er in Hannover lebte.